# Tedua
Tedua, pseudonimo di Mario Molinari (Genova, 21 febbraio 1994), è un cantautore, rapper e attore italiano.
Precedentemente noto come Incubo o Duate, è uno dei componenti del collettivo musicale genovese Wild Bandana, di cui fanno parte anche i colleghi Izi, Vaz Tè, Guesan e Ill Rave. Nel corso della sua carriera, ha pubblicato tre album in studio, quattro mixtape e oltre venti singoli.

## Biografia

### Primi anni
Mario Molinari è nato a Genova il 21 febbraio 1994; da bambino ha trascorso alcuni anni in affido a Milano, per poi successivamente fare ritorno in età adolescenziale a Cogoleto, dove è cresciuto, entrando in contatto con quelli che sarebbero stati poi i membri dei Wild Bandana. Attraverso la scuola, all'età di 13 anni Mario incontrò Vaz Tè, grazie al quale conobbe il compaesano Izi. I tre, cui poi si sarebbero uniti altri ragazzi, cominciarono a dedicarsi all'attività musicale, dandosi dei nomi d'arte: Molinari scelse Incubo, nominativo poi abbandonato in favore di Duate, trasformato poi in Tedua, per il riocontra, slang milanese che prevede di pronunciare alcune parole al "contrario", invertendo le sillabe. Tedua, come altri artisti con cui ha collaborato, usa il riocontra nei suoi testi. 

### La trilogiaOrange County(2015-2017)
Nel 2015 Tedua fa ritorno a Milano e comincia a scrivere alcuni brani successivamente riuniti nel primo mixtape Aspettando Orange County. Distribuito gratuitamente il 15 ottobre 2015, il disco è stato prodotto da Charlie Charles, Sick Luke e Chris Nolan ed ha anticipato il successivo mixtape Orange County Mixtape. Pubblicato il 30 giugno 2016, quest'ultimo conta 21 brani prodotti dai sopracitati Charlie Charles, Sick Luke e Chris Nolan e ha visto tra le collaborazioni artisti come Sfera Ebbasta, Ghali, Rkomi, Izi e Vaz Tè.
Il ciclo di Orange County si chiude, come affermato da Tedua stesso in un'intervista per la rivista Sto, con la pubblicazione del suo primo album in studio, Orange County California. Messo in commercio dalla Universal Music Group il 13 gennaio 2017, si tratta di una nuova edizione di Orange County Mixtape con l'aggiunta di sei pezzi inediti; Orange County California è stato successivamente certificato doppio disco di platino dalla FIMI per le oltre 100 000 copie vendute.
Tedua, in un'intervista con Rolling Stone, ha dichiarato che il ciclo dei mixtape trae ispirazione dalla fiction televisiva statunitense The O.C., ambientata proprio nella contea di Orange: il rapper si identifica nel personaggio di Ryan Atwood, ragazzo irrequieto trasferitosi dalla città di Chino nella contea di Orange, come fece Tedua passando da Cogoleto a Milano.
Nel marzo 2017 figura, insieme a Izi, Rkomi, Sfera Ebbasta e Ghali, come artista ospite nel singolo Bimbi di Charlie Charles. Dopo la collaborazione con gli artisti di Wild Bandana per il progetto Amici miei, mixtape pubblicato il 9 maggio 2017, dieci giorni più tardi Tedua pubblica il brano Wasabi 2.0 (allusione al precedente pezzo Wasabi Freestyle, contenuto in Orange County Mixtape), prodotto da Chris Nolan, con il quale il rapper di Cogoleto intraprende un sodalizio artistico. Il relativo video musicale è stato reso disponibile su YouTube il 22 maggio seguente.

### Mowgli(2017-2019)
Il 20 novembre 2017, dopo aver annunciato l'intenzione di voler pubblicare un secondo album in studio, viene pubblicato il primo singolo La legge del più forte, seguito il 6 febbraio 2018 dal secondo estratto Burnout. L'album, intitolato Mowgli, è stato pubblicato il 2 marzo ed è stato accolto positivamente dalla critica specializzata, che ne riconosce l'innovazione rispetto sia alle sonorità trap di album come Rockstar di Sfera Ebbasta sia alle sonorità del classico hip hop. Supportato dai singoli radiofonici Acqua (malpensandoti) e Vertigini, l'album ottiene anche un buon successo a livello di vendite, raggiungendo la vetta della classifica FIMI Album, e ha successivamente ricevuto il Premio Lunezia per il valore musical-letterario.
Nel corso del 2018 ha contribuito alla realizzazione di brani quali Bro di Ernia e Solletico di Rkomi, oltre a pubblicare il singolo Fashion Week RMX, in collaborazione con il rapper francese Sofiane. Nel 2019 collabora per la prima volta con Fedez al singolo Che cazzo ridi, che ha visto anche la partecipazione dello statunitense Trippie Redd. Per il resto del 2019, viene pubblicato esclusivamente il singolo solista Elisir, che precede il tour estivo promozionale Rumble in the Jungle.

### Il cicloVita veraeDon't Panic(2019-2021)
Il 14 gennaio 2019, nel corso del penultimo concerto del Mowgli Winter Tour tenutosi a Firenze, Tedua ha dichiarato di aver pressoché ultimato la realizzazione del terzo album in studio. Il 2 gennaio 2020 pubblica, sul proprio profilo Instagram, il video del brano 2020 Freestyle, in cui anticipa la pubblicazione del disco, originariamente previsto nel corso dell'anno. Tuttavia, in seguito alle misure restrittive dovute alla pandemia di COVID-19, Tedua ha dichiarato di non potere fare uscire il suo album a causa di un disaccordo con l'etichetta discografica legato all'impossibilità di fare tour e in-store.
Nel mese di giugno 2020 il rapper ha pubblicato i mixtape Vita vera mixtape e Vita vera mixtape: aspettando la Divina Commedia, usciti a distanza di una settimana l'uno dall'altro. Entrambi i dischi risultano caratterizzati dalla partecipazione di svariati artisti, come Capo Plaza, Dargen D'Amico, Ghali e Shiva, e hanno ottenuto un buon successo commerciale, debuttando entrambi al primo posto della Classifica FIMI Album.
Nel 2021 ha pubblicato l'EP Don't Panic, composto da sette brani, e collaborato con Fedez al singolo Sapore, contenuto nel sesto album di Fedez Disumano. Quest'ultimo brano ha raggiunto la seconda posizione della classifica singoli italiana.

### Debutto cinematografico eLa Divina Commedia(2022-presente)
Nel 2022 è fra i protagonisti del documentario La nuova scuola genovese di Claudio Cabona, per la regia di Yuri Dellacasa e Paolo Fossati, in cui viene narrato il filo rosso che lega il cantautorato ligure alla scena hip hop affermatasi dagli anni 2000. Nello stesso anno è apparso anche nel film L'ombra di Caravaggio di Michele Placido.
Il 6 dicembre 2022 il rapper è tornato sulle scene musicali con il singolo Lo-fi for U, prodotto da Shune e con cui omaggia i colleghi rapper che lo hanno accompagnato durante i primi anni della sua carriera. Il 17 marzo 2023 collabora con Thasup al singolo Dimmi che c'è, estratto dalla ristampa dell'album di Thasup Carattere speciale. Nel mese di maggio ha annunciato il terzo album La Divina Commedia, la cui uscita è avvenuta il 2 giugno seguente. Da esso è stato estratto come singolo Intro la Divina Commedia, diffuso il 30 maggio insieme alla lista tracce, che comprende il sopracitato Lo-fi for U e collaborazioni con svariati artisti: Baby Gang e Kid Yugi, Sfera Ebbasta, Salmo e Federica Abbate, Geolier, Lazza, Guè, Marracash, Bnkr44, Rkomi e Bresh.
La Divina Commedia ha ottenuto un riscontro commerciale immediato, debuttando al vertice della Classifica FIMI Album e venendo certificato quarto disco di platino a fine anno. Sempre durante la prima settimana di disponibilità del disco, otto dei sedici brani contenuti al suo interno hanno occupato la top ten della Top Singoli (con Hoe, in collaborazione con Sfera Ebbasta, in vetta), mentre i restanti sette inediti si sono posizionati nelle prime trenta posizioni (Lo-fi for U, che aveva raggiunto la nona posizione al momento della sua pubblicazione, è risalito fino alla trentaduesima). Due settimane dopo la pubblicazione del disco, il 16 giugno viene inviato alle stazioni radiofoniche italiane Red Light come terzo estratto. L'album è stato promosso da una serie di concerti svolti nel corso dell'estate, seguiti da una vera e propria tournée nei palasport in autunno, le cui date hanno registrato il tutto esaurito.
Il 28 novembre viene pubblicato l'inedito Parole vuote (la solitudine) con Capo Plaza, primo estratto dall'edizione Paradiso de La Divina Commedia. Quest'ultima, formalmente intitolata Paradiso (LDC Deluxe Edition), è stata resa disponibile il 24 maggio 2024. Nell'estate seguente si è svolta un'ulteriore tournée a supporto del progetto, appunto il Paradiso Tour, la cui prima tappa è consistita in una doppia data all'Ippodromo La Maura di Milano nell'ambito degli annuali Independent Days Festival. Tra il 2023 e il 2024 ha anche affiancato diversi colleghi come artista featuring, tra cui Sfera Ebbasta in Momenti no e Massimo Pericolo e Kid Yugi rispettivamente ai singoli radiofonici Straniero ed Eva.
Nel frattempo prosegue il sodalizio artistico con il fotografo statunitense David LaChapelle, autore di tutte e tre le copertine realizzate per La Divina Commedia: Tedua viene infatti scelto come protagonista della mostra di LaChapelle Stations of the Cross incentrata sulla via Crucis.

## Stile musicale
Lo stile musicale di Tedua si accosta essenzialmente alla drill. Sotto questo punto di vista, la critica si è espressa in maniera disomogenea riguardo allo stile di Tedua, esprimendo talora soddisfazione, talora disapprovazione per l'innovazione artistica del rapper di Cogoleto. Le sonorità drill, tuttavia, rispondono al flusso di coscienza che sta alla base della musica di Tedua, che è sempre espressione verbale dei pensieri e delle sue esperienze di vita.
Tedua ha spesso affermato di essere stato ispirato stilisticamente dal rapper italiano Dargen D'Amico, da cui ha ereditato la visione della musica come flusso di coscienza: non a caso, nel disco Mowgli è contenuto un pezzo, Acqua (malpensandoti), il cui ritornello è una ripresa del brano Malpensandoti di D'Amico.
Oltre al rapper milanese, tra le fonti di ispirazione di Tedua si annoverano musicalmente Chief Keef e Maino, dichiarando inoltre di essere stato introdotto al mondo dell'hip hop mediante sua madre, che gli regalò The Eminem Show, Get Rich or Die Tryin' e Fuego.

## Discografia
- 2017 – Orange County California
- 2018 – Mowgli
- 2023 – La Divina Commedia

## Tournée
- 2018/19 – Mowgli tour
- 2023 – La Divina Commedia tour
- 2024 – Il Paradiso tour
- 2025 – Euro tour

## Filmografia
- Zeta - Una storia hip-hop, regia di Cosimo Alemà (2016)
- La nuova scuola genovese, regia di Yuri Dellacasa e Paolo Fossati (2022)
- L'ombra di Caravaggio, regia di Michele Placido (2022)